# Brassia
Brassia é um género botânico pertencente à família das orquídeas (Orchidaceæ) e à subtribo Oncidiinae. Foi descrito pelo botânico inglês Robert Brown em Hortus Kewensis; The second edition 5: 215, em 1813, usando a Brassia maculata, que fora recentemente coletada na Jamaica, como espécie tipo. A maioria das espécies produz flores de perfume agradável, especialmente durante as horas quentes do dia.

## Etimologia
O nome deste gênero é uma homenagem a William Brass,  cujo nome latinizado é Gulielmus Brassus, um inglês, ilustrador de botânica do século XIX.
Nome comum :
- Orquídea Aranha, assim denominada por sua forma singular.

## Distribuição
Inclui cerca de 30 robustas espécies de crescimento simpodial algo ascendente e aéreo, epífitas, encontradas nas selvas úmidas e sombreadas das montanhas da América do Sul e América Central e mesmo na Flórida, em altitudes inferiores a 1500 m. Há registros da ocorrência de onze delas no Brasil. São plantas de fácil cultivo desde que em ambientes mais ou menos quentes e com alta umidade.

## Descrição
O gênero caracteriza-se por apresentar rizoma algo alongado e ascendente, pseudobulbos robustos, ovóides ou elípticos e alongados, em regra bastante comprimidos lateralmente, raro mais arredondados e curtos, guarnecidos quando jovens por Baínhas foliares dísticas, com até três folhas grandes no ápice, elíptico lanceoladas, herbáceas.
A inflorescência brota das axilas das Baínhas basais, racemosas, eretas ou arqueadas, com brácteas florais bem pequenas. Podem ser confundidas com Miltonia quando estão sem flores, todavia as Brassia possuem raízes mais grossas e pseudobulbos mais elípticos e chatos, além de em regra serem plantas bem mais robustas com folhas mais espessas e bem maiores.
Suas pétalas e sépalas são longamente acuminadas, livres, todas similares em algumas espécies, em outras com pétalas muito menores que as sépalas e eretas ou curvadas. O labelo, inteiro, lanceolado ou oblongado, é descolado da coluna. Normalmente é liso, mas pode ser verrugoso em algumas espécies. As flores possuem um calo localizado na base do labelo, formado por duas lamelas paralelas algumas vezes com um dente na extremidade, unido ou não às lamelas. Por vezes a observação das variações deste calo é a única maneira de distinguir espécies de Brassia. Este fato torna bastante complexa a correta identificação de algumas delas e ocasionalmente botânicos discordam.
A coluna é bastante curta, com dois lobos laterais carnudos perto da base, que envolvem o começo dos calos do labelo. A antera situa-se no ápice da coluna e comporta duas polínias.

## Taxonomia
Desde a criação do gênero, cerca de oitenta plantas foram classificadas como Brassia. Em 1972 Norris Williams dividiu o gênero em dois removendo a secção da Brassia glumacea para o gênero Ada que é um gênero de transição entre Aspasia e Brassia. Espécies com flores quase sempre muito parecidas com a do último gênero, dele se diferenciam por apresentarem inúmeras folhas dísticas, mais inflorescências por pseudobulbo, e também por apresentarem grandes brácteas florais infladas, ausentes nos outros.
As Brassia são parentes próximas também de Miltonia das quais se diferenciam principalmente pelo fato de na maioria das espécies as pétalas e sépalas de suas flores serem longamente acuminadas ou mesmo caudadas.
A forma e cor do calo é o traço distintivo mais característico de cada uma das espécies.

## Polinização
A sua polinização está relacionada com as vespas fêmeas dos géneros Pepsis e Campsomeris que golpeiam a coluna tentando desprendê-la para a consumir. Ao empurrar o labelo, e como resultado da sua luta, a polínia fica colada à sua cabeça. Então, ao visitar outra flor, a polínea adere ao fundo da coluna na entrada do estigma.

## Espécies deBrassia
- Brassia alleni
- Brassia angusta Lindl. 1844.
- Brassia arachnoidea Barb. Rodr. 1877.
- Brassia arcuigera
- Brassia aurorae D.E.Benn. 1992.
- Brassia bicolor
- Brassia bidens Lindley 1844. Bolívia
- Brassia brachiata
- Brassia caudata
- Brassia chloroleuca Barb. Rodr. 1877.
- Brassia filomenoi
- Brassia forgetiana Hort. 1910.
- Brassia gireoudiana - a maior das espécies de Brassia
- Brassia glumacea
- Brassia jipijapensis Dodson & N.H. Williams
- Brassia koehlerorum Schltr. 1921.
- Brassia lanceana
- Brassia lawrenceana Lindl. 1841.
- Brassia longissima
- Brassia maculata
- Brassia mexicana
- Brassia neglecta Rchb. f. 1856.
- Brassia peruviana Poepp. & Endl. 1838.
- Brassia picturata
- Brassia pumila Lindley 1845.
- Brassia thyrsodes Rchb. f. 1868.
- Brassia verrucosa
- Brassia rhizomatosa
- Brassia signata
- Brassia thyrsodes
- Brassia wageneri Rchb. f. 1845.
- Brassia warszewiczii

## Híbridos deBrassia
- Brassia maculata × Brassia longissima

## Híbridos intergenéricos
- Alexanderara : Alxra ( Brassia x Cochlioda x Odontoglossum x Oncidium )
- Bakerara : Bak ( Brassia x Miltonia x Odontoglossum x Oncidium )
- Banfieldara : Bnfd ( Ada x Brassia x Odontoglossum )
- Beallara : Bllra ( Brassia x Cochlioda x Miltonia x Odontoglossum )
- Brilliandeara : Brlda ( Aspasia x Brassia x Cochlioda x Miltonia x Odontoglossum x Oncidium )
- Degarmoara : Dgmra (Brassia x Miltonia x Odontoglossum)
- Derosaara : Droa (Aspasia x Brassia x Miltonia x Odontoglossum)
- Goodaleara : Gdlra (Brassia x Cochlioda x Miltonia x Odontoglossum x Oncidium
- Maclellanara : Mclna (Brassia x Odontoglossum x Oncidium)
- Odontobrassia : Odbrs (Brassia x Odontoglossum)
- Poeppigara : Ppg (Brassia x Miltonia x Miltoniopsis x Odontoglossum).
- Ruizara : Ruz (Brassia x Miltonia x Miltoniopsis x Odontoglossum).
- Sanderara : Sand (Brassia x Cochlioda x Odontoglossum).
- Schafferara : Schfa (Aspasia x Brassia x Cochlioda x Miltonia x Odontoglossum).
- Shiveara : Shva (Aspasia x Brassia x Odontoglossum x Oncidium).
- Solanderara : Slr (Brassia x Cochlioda x Miltoniopsis x Odontoglossum).
- Wingfieldara : Wgfa (Aspasia x Brassia x Odontoglossum).